# Mammillaria huitzilopochtli
Mammillaria huitzilopochtli är en kaktusväxtart som beskrevs av David Richard Hunt. Mammillaria huitzilopochtli ingår i släktet Mammillaria och familjen kaktusväxter.

## Underarter
Arten delas in i följande underarter:
- M. h. huitzilopochtli
- M. h. niduliformis

## Bildgalleri

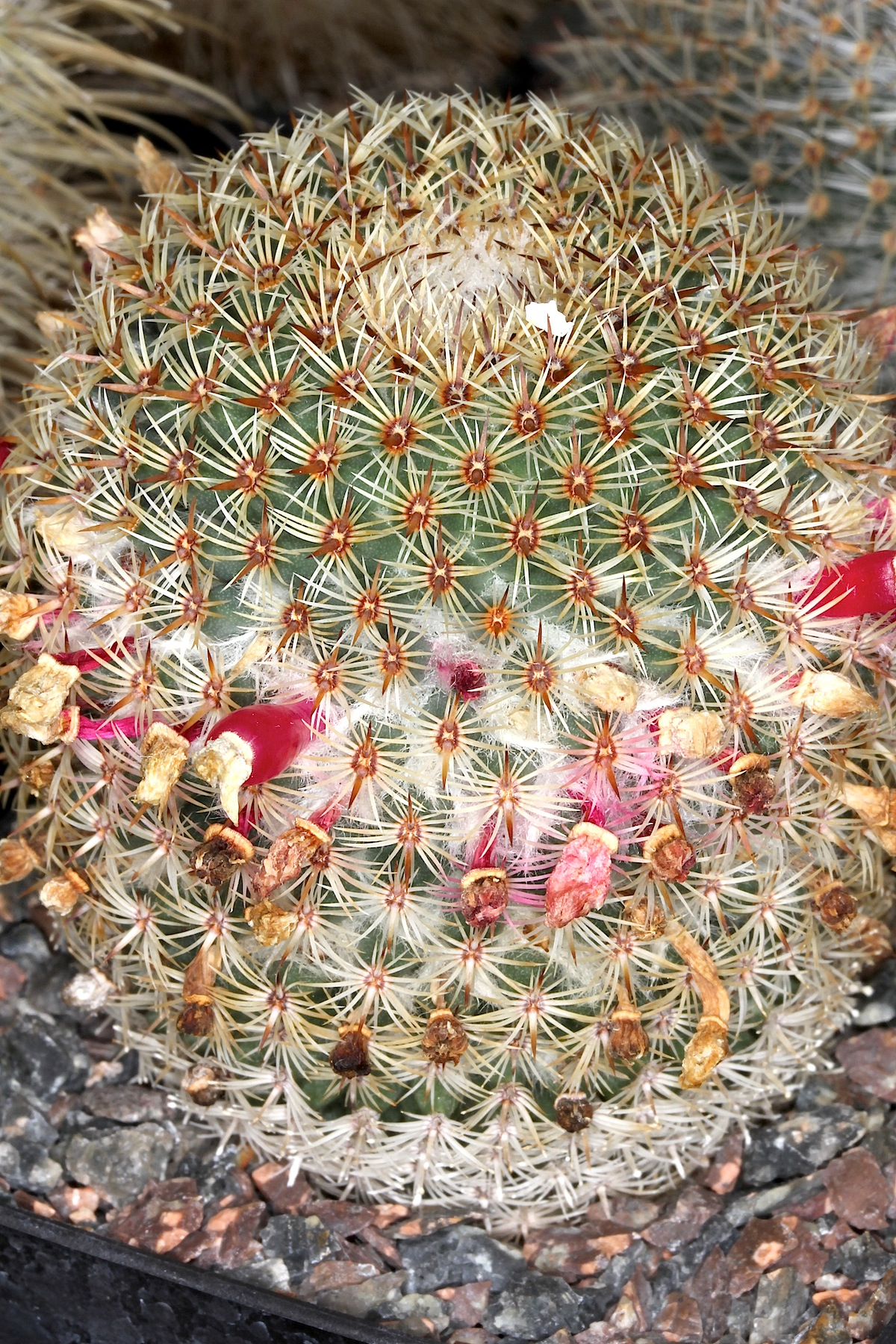